# Ротерем (регбийный клуб)
«Ротерем Рагби Юнион Футбол Клаб» (англ. Rotherham Rugby Union Football Club), также известный под коммерческим названием «Ротерем Тайтнз» (англ. Rotherham Titans — «Титаны Ротерема») — английский регбийный клуб из одноимённого города, выступающий во второй по силе лиге страны, Чемпионшипе. Команда является одной из наиболее успешных в истории английского регби. В 1990-х и 2000-х годах клубу удалось совершить быстрое продвижение в высшие лиги — впоследствии этот период был назван «феноменальным золотым десятилетием». Выйдя на высший уровень, «Ротерем» провёл два неудачных сезона в Премьер-лиге.
Также клуб приобрёл известность благодаря иску к английскому Регбийному союзу, который заблокировал очередной выход клуба в элитный дивизион. Рассмотрением вопроса занималась Палата по честной торговле. Претензии «Ротерема» были частично удовлетворены.
Сейчас клуб обладает репутацией «академии» для молодых талантов. Среди воспитанников «Ротерема» следует отметить Дэвида Стреттла, Эндре Фури и Эрика Лунда.

## Известные игроки
- Джон Бентли[англ.]
- Ли Блэкетт[англ.]
- Росс Бэтти[англ.]
- Джон Голдинг[англ.]
- Джон Дадли
- Сэм Дикинсон?!
- Дэйв Скалли[англ.]
- Дэвид Стреттл[англ.]
- Роб Тёрлби[англ.]
- Хендре Фури[англ.]
- Бернардо Стортони[англ.]
- Дуг Тривелла
- Кевин Мэггз[англ.]
- Гарет Стинсон[англ.]
- Гай Истерби
- Ориоль Риполь[англ.]
- Рамиро Пес[англ.]
- Адам Клибергер[англ.]
- Майк Шмид
- / Генри Пол[англ.]
- Эрик Лунд
- Франсишку Виейра
- Тинус дю Плесси[англ.]
- Майк Умага
- Айзек Фе’аунати
- Люк Гросс[англ.]
- Крис Хала’уфиа[англ.]
- Колин Нун[англ.]
- Джейкоб Раулуни[англ.]
- Шон Ламонт[англ.]
- Гэрри Ло
- Янни Борнман[англ.]
- Эрри Классенс
- Райнер Фольшенк